# Barysaw
Barysaw (officiel translitteration: Barysaŭ; hviderussisk: Бары́саў, tr. Barysaw; russisk: Бори́сов, tr. Borísov), er en by i Minsk voblast i Hviderusland med 144.945(2015) indbyggere. Byen blev grundlagt i 1102 ved floden Bjarézina. Under anden verdenskrig var byen besat af Nazi-tyskland.

## Historie
Barysaw er første gang omtalt i den Laurentinske krønike som grundlagt i 1102 af Polotsk prinsen Rahvalod (Barys) Usjaslavitj (hviderussisk:  Рагвалод-Барыс Усяславіч). Under de næste par århundreder brændte Barysaw og genopbygget lidt syd for den oprindelige placering.
I slutningen af 1200-tallet blev byen en del af Storfyrstendømmet Litauen. I 1569 (efter lublinunionen) blev byen en del af Den polsk-litauiske realunion, og derefter en del af det Russiske Kejserrige i 1793 efter anden deling af Realunionen Polen.
Under Anden Verdenskrig blev Barysaw besat af Nazi-Tyskland fra 2. juli 1941, til 1. juli 1944 og det meste af byen blev ødelagt. Mere end 33.000 mennesker blev myrdet i seks dødslejre, der var indrettet i byens omegn.
Siden maj 1948 har byen været hjemsted for hovedkvarteret for det 7. tankarmé, der blev det 65. Armékorps og derefter Nordvestlige Operative Kommando der i 2001 blev skabt gennem en reorganisering af Hvideruslands væbnedestyrker.

## Industri
Efter Anden Verdenskrig blev Barysaw et vigtigt industrielt center, med 40 større virksomheder indenfor blandt andet maskinindustri og metalbearbejdning, instrumentfremstilling, kemiskeindustri, træbearbejdning, medicinalindustri, krystalfremstilling og plastproduktion.

## Kendte personer fra Barysaw
- Andrej Gromyko formand for Sovjetunionens Øverste Sovjet fra 1985 til 1988
- Fodboldspilleren Dzimitryj Baha (hviderussisk: Дзмітрый Анатолевіч Бага)
- Skiskytten Ljudmila Heorhijewna Kalintjyk (hviderussisk: Людміла Георгіеўна Калінчык)